# Ioánnis Drakákis
Ioánnis Drakákis (en grec moderne : Ιωάννης Δρακάκης), né le 30 novembre 1987 à La Canée, est un coureur cycliste grec.

## Palmarès sur route

### Par années
- 2005
  - 2e du championnat de Grèce du contre-la-montre par équipes juniors
- 2008
  - 3e du championnat de Grèce du contre-la-montre par équipes
- 2009
  -  Champion de Grèce sur route
  - 4e étape du Tour de Kazantzákia
  - 3e du championnat de Grèce du contre-la-montre par équipes
- 2012
  -  Champion de Grèce sur route

### Classements mondiaux
| Année           | 2008 | 2009 | 2010 | 2011 | 2012 |
| --------------- | ---- | ---- | ---- | ---- | ---- |
| UCI Europe Tour | 812e | 404e |      |      | 353e |

## Palmarès sur piste

### Championnats nationaux
- 2004
  -  Champion de Grèce de vitesse par équipes juniors (avec Aléxis Eleftherópoulos et Panagiótis Varvopoulos)
  - 3e du championnat de Grèce de poursuite par équipes juniors
- 2005
  - 3e du championnat de Grèce de poursuite par équipes juniors
- 2009
  - 2e du championnat de Grèce de poursuite par équipes
- 2010
  -  Champion de Grèce de poursuite par équipes (avec Polychrónis Tzortzákis, Geórgios Tzortzákis et Panagiótis Chatzákis)
- 2011
  - 3e du championnat de Grèce de l'omnium
  - 3e du championnat de Grèce de poursuite par équipes
- 2012
  - 2e du championnat de Grèce de poursuite par équipes